# 长毛梗虎耳草
长毛梗虎耳草（学名：Saxifraga eglandulosa）为虎耳草科虎耳草属下的一个种。

## 扩展阅读
- 維基物種上的相關：长毛梗虎耳草